# Angelo Tommasi
Angelo Tommasi (Verona, 17 novembre 1911 – Verona, 23 giugno 2004) è stato un altista italiano.
Fratello del lunghista Virgilio Tommasi, partecipò ai Giochi olimpici di Los Angeles 1932 classificandosi nono, a pari merito con altri quattro atleti, grazie al superamento dell'asticella posta a 1,85 m. È stato cinque volte campione italiano assoluto nel salto in alto.

## Palmarès
| Anno | Manifestazione  | Sede        | Evento        | Risultato | Prestazione | Note |
| ---- | --------------- | ----------- | ------------- | --------- | ----------- | ---- |
| 1932 | Giochi olimpici | Los Angeles | Salto in alto | 9º        | 1,85 m      |      |

## Campionati nazionali
- 5 volte campione italiano assoluto nel salto in alto (1931, 1932, 1933, 1935, 1936)

1931
- Oro ai campionati italiani assoluti, salto in alto - 15 p.[1]

1932
- Oro ai campionati italiani assoluti, salto in alto - 1,82 m[2]

1933
- Oro ai campionati italiani assoluti, salto in alto - 1,85 m

1935
- Oro ai campionati italiani assoluti, salto in alto - 1,85 m

1936
- Oro ai campionati italiani assoluti, salto in alto - 1,88 m